# Vittoria Cesarini
Vittoria Cesarini (Bologna, 13 febbraio 1932 – Bologna, 26 settembre 2023) è stata una velocista italiana.

## Biografia
Nata nel 1932 a Bologna, per cinque anni di fila, dal 1948 al 1952, è stata campionessa italiana nella staffetta 4×100 m con la Cestistica Bologna, in squadra con Vera Martelli ed Ermanna Orsoni per tutti i cinque anni, più Anna Venturi nei primi tre e Pier Paola De Bernardini negli ultimi due, ottenendo come miglior risultato il 49"7 del 1950. Nel 1951 ha vinto inoltre il titolo nazionale nei 100 m e 200 m con i tempi rispettivamente di 12"2 e 25"5.
Nel 1950 ha preso parte agli Europei di Bruxelles, uscendo in batteria con il tempo di 12"8 nei 100 m e chiudendo quinta in 48"7 nella staffetta 4×100 m con Micaela Bora, Maria Musso e Laura Sivi.
A 19 anni ha partecipato ai Giochi olimpici di Helsinki 1952, nei 100 m, uscendo in batteria con il tempo di 12"3 e nella staffetta 4×100 m con Milena Greppi, Giuseppina Leone e Liliana Tagliaferri, venendo eliminata in batteria in 47"4.
Morì nel 2023, a 91 anni.

## Palmarès
| Anno | Manifestazione  | Sede      | Evento            | Risultato | Prestazione | Note |
| ---- | --------------- | --------- | ----------------- | --------- | ----------- | ---- |
| 1950 | Europei         | Bruxelles | 100 m             | Batteria  | 12"8        |      |
| 1950 | Europei         | Bruxelles | Staffetta 4×100 m | 5ª        | 48"7        |      |
| 1952 | Giochi olimpici | Helsinki  | 100 m             | Batteria  | 12"3        |      |
| 1952 | Giochi olimpici | Helsinki  | Staffetta 4×100 m | Batteria  | 47"4        |      |

## Campionati nazionali
- 1 volta campionessa nazionale nei 100 m piani (1951)
- 1 volta campionessa nazionale nei 200 m piani (1951)
- 5 volte campionessa nazionale nella staffetta 4×100 m (1948, 1949, 1950, 1951, 1952)

1948
- Oro ai Campionati nazionali italiani, staffetta 4×100 m - 50"7

1949
- Oro ai Campionati nazionali italiani, staffetta 4×100 m - 51"8

1950
- Oro ai Campionati nazionali italiani, staffetta 4×100 m - 49"7

1951
- Oro ai Campionati nazionali italiani, 100 m piani - 12"2
- Oro ai Campionati nazionali italiani, 200 m piani - 25"5
- Oro ai Campionati nazionali italiani, staffetta 4×100 m - 50"0

1952
- Oro ai Campionati nazionali italiani, staffetta 4×100 m